# Międzynarodowy Dzień Upamiętniający Ofiary Aktów Przemocy ze względu na Religię lub Wyznanie

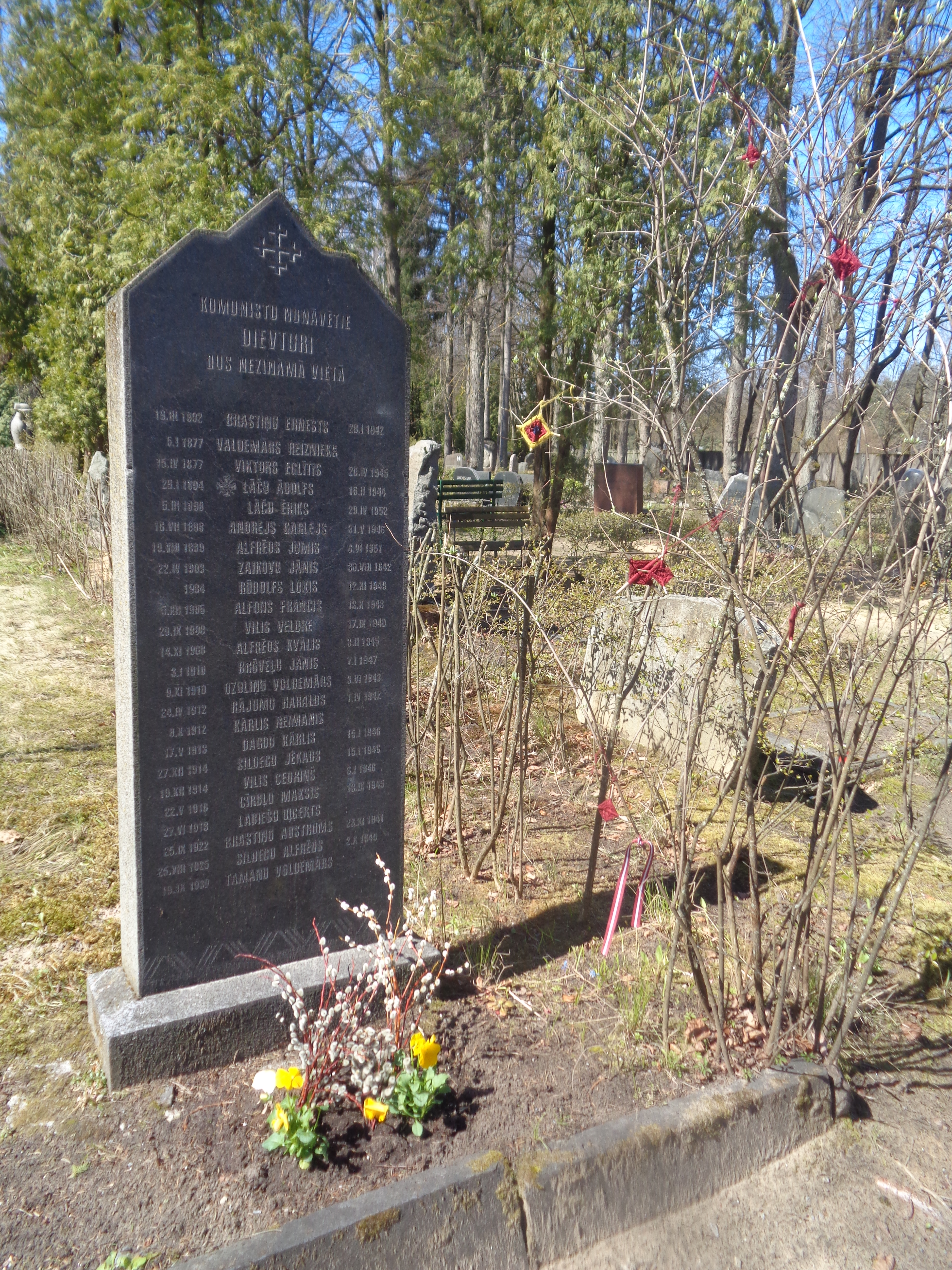
Monument upamiętniający wyznawców Dievturīby zamordowanych przez komunistów w latach 1942–1952

Międzynarodowy Dzień Upamiętniający Ofiary Aktów Przemocy ze względu na Religię lub Wyznanie, #MDUOAP (ang. International Day Commemorating the Victims of Acts of Violence Based on Religion or Belief, #UNIDVRBV) − święto obchodzone 22 sierpnia dla upamiętnienia ofiar nienawiści, aktów przemocy i nietolerancji z powodu religii lub wyznania.
Ustanowiony 28 maja 2019 r. przez Zgromadzenie Ogólne Organizacji Narodów Zjednoczonych z inicjatywy polskiej dyplomacji reprezentowanej przez Ministra Spraw Zagranicznych Jacka Czaputowicza.

## Prace nad inicjatywą
Prace nad rezolucją ustanawiającą Międzynarodowy Dzień rozpoczęły się z inicjatywy polskiej dyplomacji pod koniec 2018 r. W opracowywaniu jej tekstu współuczestniczyła międzyregionalna grupa państw, w której skład weszły: Brazylia, Egipt, Irak, Jordania, Kanada, Nigeria, Pakistan oraz Stany Zjednoczone. Ostatecznie tekst współsponsorowało – wyrażając pełne poparcie dla zawartych w nim treści i zobowiązań – 88 państw członkowskich ONZ, reprezentujących wszystkie grupy geograficzne oraz różne religie i kultury.

## Główne cele
- promocja i ochrona praw człowieka,
- ukazanie prawa do wolności myśli i przekonań jako pozytywnego czynnika wzmacniającego demokrację,
- budowanie kultury pokoju i wzmocnienie dialogu między religiami,
- zwiększanie międzynarodowej świadomości w odniesieniu do sytuacji ofiar prześladowań religijnych,
- intensyfikacja działań na rzecz pełnego respektowania praw mniejszości wyznaniowych,
- propagowanie tolerancji religijnej i poszanowania różnorodności,
- zwalczanie aktów przemocy związanych z religią lub światopoglądem i naruszeń prawa do wolności sumienia i wyznania[5].

## Przyczyny ustanowienia

### Wolność religijna jako prawo człowieka
Wolność religii lub przekonań należy do podstawowych, niezbywalnych i nienaruszalnych praw człowieka. Została ona ujęta w art. 18 Powszechnej Deklaracji Praw Człowieka:
„każdy człowiek ma prawo wolności myśli, sumienia i wyznania; prawo to obejmuje swobodę zmiany wyznania lub wiary oraz swobodę głoszenia swego wyznania lub wiary bądź indywidualnie, bądź wespół z innymi ludźmi, publicznie i prywatnie, poprzez nauczanie, praktykowanie, uprawianie kultu i przestrzeganie obyczajów”. Została ona także zapisana w Międzynarodowym pakcie praw obywatelskich i politycznych, który wszedł w życie w 1976 r. Ratyfikowały go jak dotąd 173 państwa. Tu także wolność religijną gwarantuje artykuł 18. Brzmi on następująco:
- „1. Każdy ma prawo do wolności myśli, sumienia i wyznania. Prawo to obejmuje wolność posiadania lub przyjmowania wyznania lub przekonań według własnego wyboru oraz do uzewnętrzniania indywidualnie czy wspólnie z innymi, publicznie lub prywatnie, swej religii lub przekonań przez uprawianie kultu, uczestniczenie w obrzędach, praktykowanie i nauczanie.
- 2. Nikt nie może podlegać przymusowi, który stanowiłby zamach na jego wolność posiadania lub przyjmowania wyznania albo przekonań według własnego wyboru.
- 3. Wolność uzewnętrzniania wyznania lub przekonań może podlegać jedynie takim ograniczeniom, które są przewidziane przez ustawę i są konieczne dla ochrony bezpieczeństwa publicznego, porządku, zdrowia lub moralności publicznej albo podstawowych praw i wolności innych osób.
- 4. Państwa-Strony niniejszego Paktu zobowiązują się do poszanowania wolności rodziców lub, w odpowiednich przypadkach, opiekunów prawnych do zapewnienia swym dzieciom wychowania religijnego i moralnego zgodnie z własnymi przekonaniami”[7].

### Intensyfikacja prześladowań ze względu na religię i wyznanie
Jednocześnie od kilku lat obserwuje się na całym świecie nasilenie intensywności prześladowań i liczby ataków na mniejszości religijne.
Najjaskrawsze przykłady:
- oparta na terrorze kampania ISIS w Iraku i Syrii[8],
- masakra mniejszości muzułmańskiej Rohindżów w Mjanmie[9],
- ataki bojowników z plemienia Fulbe i oddziałów ekstremistycznej muzułmańskiej organizacji Boko Haram na nigeryjskie osady[10][11],
- represje i przymusowe umieszczanie w karnych obozach reedukacji politycznej w Chinach setek tysięcy muzułmańskich Ujgurów[12][13],
- prześladowania mniejszości religijnych w Pakistanie[14].

### Prześladowania chrześcijan
Według danych organizacji Open Doors z 2020 roku ok. 260 mln chrześcijan na całym świecie zmaga się ze szczególnie silnymi prześladowaniami (wzrost o 6% w stosunku do roku ubiegłego). Nie jest to dokładna liczba, lecz wynik szacunków opartych na algorytmach Światowego Indeksu Prześladowań (ŚIP). Obejmuje ona jedynie 50 krajów, które znajdują się na tym indeksie. Oznacza to, iż 1 na 8 chrześcijan na świecie poddanych jest szczególnie ciężkim prześladowaniom. W 11 krajach stopień nasilenia prześladowań uznaje się za ekstremalnie wysoki. Jeszcze w 2014 roku jedynym krajem o ekstremalnym stopniu prześladowań była Korea Północna. Raport z 2020 roku odnotowuje 2983 chrześcijan zabitych w minionym roku z powodu wiary w 50 krajach ŚIP, 3711 przetrzymywanych bez procesu, aresztowanych, skazanych lub uwięzionych oraz 9488 ataków na kościoły lub inne miejsca należące do chrześcijan.

## Obchody w Polsce w 2020 r.

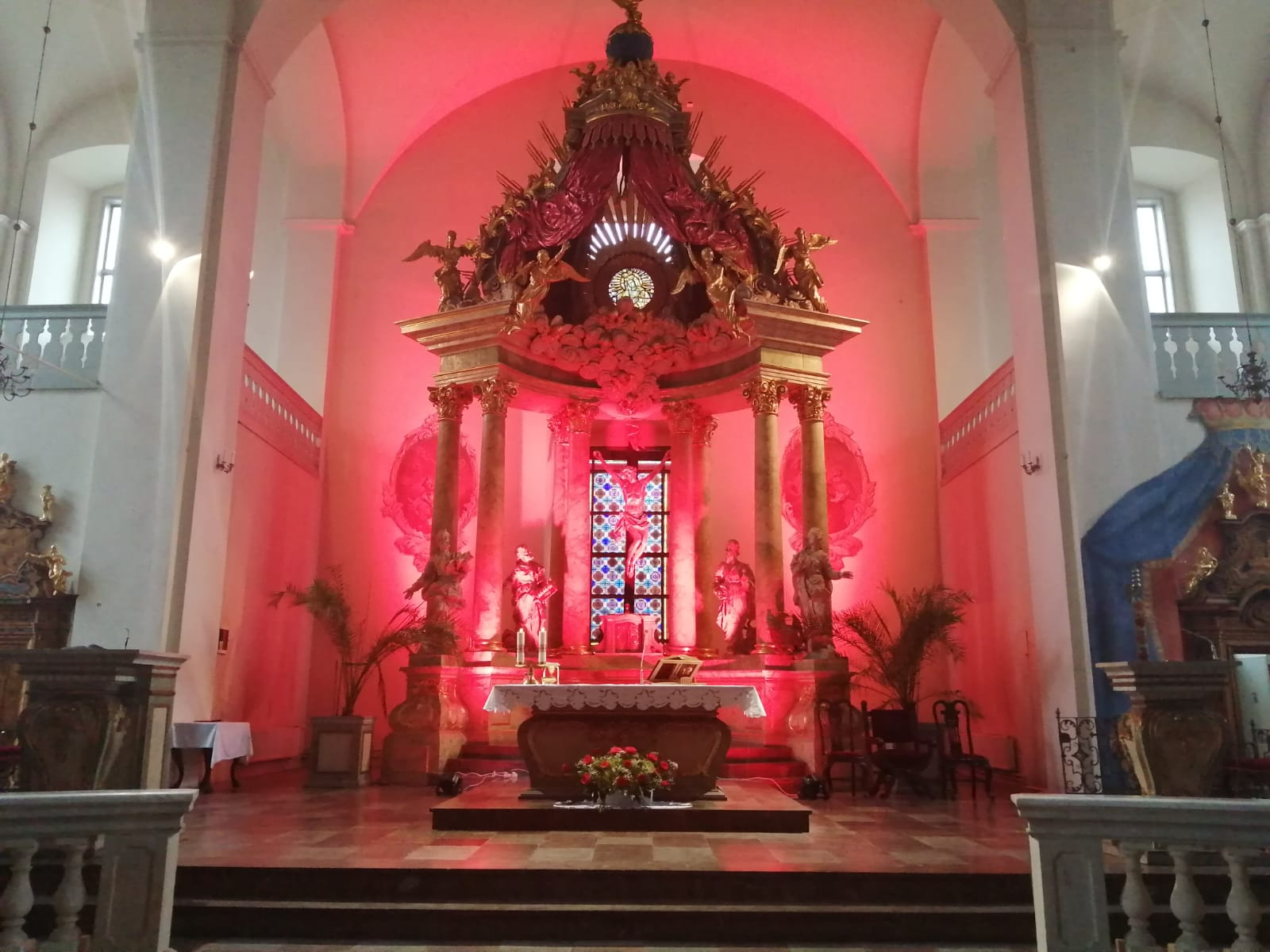
Iluminacja w kościele pw. Świętego Ducha w Toruniu 22.08.2020

Obchody Międzynarodowego Dnia Upamiętniającego Ofiary Aktów Przemocy ze względu na Religię lub Wyznanie w 2020 r. zorganizowało Laboratorium Wolności Religijnej działające w Toruniu. 21 sierpnia w Warszawskim Domu Technika NOT odbyła się konferencja prasowa przy współudziale Papieskiego Stowarzyszenia Pomoc w Kościołowi w Potrzebie oraz Stowarzyszenia Polskich Mediów. Celem konferencji było przybliżenie opinii publicznej idei #MDUOAP oraz upowszechnienie wiedzy na temat prześladowań za wiarę.
Główne obchody Międzynarodowego Dnia Upamiętniającego Ofiary Aktów Przemocy ze względu na Religię lub Wyznanie odbyły się 22 sierpnia o godzinie 21.00. Na terenie Polski zostały wówczas podświetlone budynki niektórych urzędów i instytucji kultury. Były to m.in.: budynek główny Urzędu Miasta Torunia, elewacja Areny Toruń, napis na ścianie CKK Jordanki oraz wnętrze kościoła pw. Świętego Ducha w Toruniu, Tauron Arena Kraków oraz Kładka o. Laetusa Bernatka w Krakowie, Teatr J. Osterwy w Lublinie, Kamień 1050 Chrztu Polski przy Urzędzie Marszałkowskim w Rzeszowie, „Polski Wersal”, czyli Pałac Branickich w Białymstoku, Filharmonia Szczecińska, Ośrodek Chopinowski w Szafarni, Urząd Miasta w Dzierżoniowie, Urząd Miasta w Ostrowi Mazowieckiej, Urząd Miasta w Nysie, Urząd Miasta w Śmiglu, Starostwo Powiatowe w Wieluniu, Urząd Gminy w Damsławku, remiza Ochotniczej Straży Pożarnej gminy Tymbark. Zaproszenie do udziału w obchodach Międzynarodowego Dnia Upamiętniającego Ofiary Aktów Przemocy ze względu na religię lub wyznanie spotkało się z dużym odzewem lokalnych władz, które rozpowszechniły informację o obchodach na swoich stronach internetowych i kanałach medialnych. Natomiast Zespół Laboratorium Wolności Religijnej zebrał się na Górze Zamkowej w Dobrzyniu nad Wisłą, by uczcić ofiary prześladowań zapaleniem pochodni i modlitwą.